# SAKURA (MONKEY MAJIKの曲)
「SAKURA」は、MONKEY MAJIKの13thシングル。

## 解説
- シングルとしては初の「CDのみ」「CD＋DVD」の2つの形態での販売を行った。DVDには2009年2月28日に仙台サンプラザで行われた「MONKEY MAJIK TOUR '09 “Fantasia”」ファイナル公演のライブ映像を7曲収録。
- ジャケット写真のみならず、プロモーションビデオでもMaynardが遠山の金さんに扮している。また、プロモーションビデオではDICKは悪人に、taxは若旦那に、Blaiseは町娘に扮している[2]。
- タイトル曲は、初の桜ソングで、大人になる希望と不安の入り混じった感情を描いた曲[3]。実はメロディは3年ほど前にすでに完成しており、そこに今回「桜」を歌詞に盛り込んで完成した。
- ラジオ邦楽オンエアチャート、CS-TV邦楽オンエアチャート、USEN J-POP総合チャート、iTunes Storeトップソングチャート、Billboard JAPAN Hot 100にてそれぞれ1位を獲得した[4]。

## 収録曲

### CD
（全作詞・作曲：Maynard、Blaise）
1. SAKURA
  - 作詞：tax
2. With you
3. SAKURA～acoustic～

### DVD
1. Change
2. Bicycle
3. goin' places
4. I Miss You
5. カンパイ
6. broke down
7. 空はまるで

## タイアップ
SAKURA
- 日本メナード化粧品CMソング
- MUSICO「ハル・ウタ Download!」CMソング
- ウイニングイレブン「高校サッカー応援」CMソング

With you
- メガスポーツ「スポーツオーソリティ」CMソング